# Kay Panabaker
Kay Panabaker (Orange, 2 mei 1990), geboren als Stephanie Kay Panabaker, is een Amerikaans actrice.

## Biografie
Panabaker rolde in het acteervak in navolging van haar oudere zus Danielle, die James Woods' dochter speelde in Shark. In haar eerste film, sprak ze een stem in voor de film Monsters, Inc. (2001). Hierna had ze gastrollen in verscheidene televisieseries, waaronder 7th Heaven, ER, The Brothers Garcia, Port Charles, Medium en CSI: Crime Scene Investigation.
Panabaker kreeg in 2004 een vaste rol als Nikki Westerly in de tienerserie Summerland, waarin ze haar ouders verliest na een auto-ongeluk en zij met haar twee broers verhuist naar hun tante Ava in Californië. Ook kreeg ze een terugkerende rol in Phil of the Future. Daarin vertolkte ze de rol van Pim, een klein, gemeen, grappig meisje. In 2005 speelde Panabaker in de Disney Channel Original Movie Life Is Ruff en een jaar later in de Disney Channel film Read It and Weep.
Panabaker speelde een gastrol in een aflevering van Ghost Whisperer als een meisje dat haar moeder is verloren en samen met haar vader naar Grandville verhuist. Daar worden ze bezeten door twee geesten. Ook speelde ze een gastrol in Two and a Half Men (seizoen 4, aflevering 21), waarin ze de rol van dochter van een vriend van Alan Harper vertolkt.
Sinds 2010 speelt ze een van de hoofdrollen in de ABC-serie No Ordinary Family.

## Filmografie
Film:
- Monsters, Inc. (2001, stem)
- Dead Heat (2002)
- Moondance Alexander (2007)
- Nancy Drew (2007)
- Fame (2009)
- The Lake Effect (2010)
- Little Birds (2011)

Televisieseries:
- Port Charles - als Sara (Afl. Episode dated 31 March 2002, 2002)
- ER - als Melissa Rue (Afl. The Letter, 2002)
- 7th Heaven - als Alice Brand (Afl. Regarding Eric, 2002)
- Angel - als Mesektet, meisje in Witte Kamer (2 afleveringen, 2002-2003).
- The Division - als Susie Jenkins (Afl. Cold Comfort, 2003).
- The Brothers Garcia - als Carrie Bauer (Afl. Moving on Up, 2003)
- Medium - als Elisha (Afl. Penny for Your Thoughts, 2005)
- Summerland - als Nikki Westerly (26 afleveringen, 2004 - 2005)
- Phil of the Future - als Debbie Berwick (13 afleveringen, 2004 - 2005)
- American Dragon: Jake Long - als Cheerleader Lacey (Afl. Bring it on, 2006)
- The Winner - als Vivica (Afl. Single Dates, 2007)
- Two and a Half Men - als Sophie (Afl. Tucked, Taped and Gorgeous, 2007)
- The Suite Life of Zack & Cody - als Amber (Afl. First Day of High School, 2007)
- Weeds - als Amelia (Afl. He Taught Me How To Drive By, 2007)
- Boston Legal - als Abby Holt (Afl. The Chicken and the Leg, 2007)
- Ghost Whisperer - als Marlo Sinclair (Afl. Bad Blood, 2007)
- Grey's Anatomy - als Emma Anderson (Afl. All by Myself, 2008)
- Lie to Me - als Emily Lightman (Afl. Pilot, 2009)
- Mental - als Aysnley Skoff (Afl. Manic at the Disco, 2009)
- Brothers & Sisters - als Jonge Kitty Walker (2 afleveringen, 2010)
- No Ordinary Family - als Daphne Powell (20 afleveringen, 2010 - 2011)
- Law & Order: Special Victims Unit - als Vicki Harris (Afl. Spiraling Down, 2011)
- CSI: Crime Scene Investigation - als Lindsey Willows (6 afleveringen, 2006 - 2011)

Televisiefilms:
- Mom at Sixteen - als Jonge Macy (2005)
- Life is Ruff - als Emily Watson (2005)
- Read It and Weep - als Jamie Bartlett (2006)
- Zip - als Ellie Stringer (2007)
- Custody (2007)
- Cyberbully (2011)
- Secrets in the Walls (2010)
- A Modern Twain Story: The Prince and the Pauper (2007)